# Strade Bianche de 2023
A 17.ª edição da clássica ciclista Strade Bianche  foi uma corrida na Itália  que se celebrou a 4 de março de 2023 sobre um percurso de 184 quilómetros com início e final na cidade de Siena, Itália.
A corrida fez parte do UCI WorldTour de 2023, calendário ciclístico de máximo nível mundial, sendo a quinta corrida de dito circuito e foi vencida pelo britânico Thomas Pidcock do Ineos Grenadiers. Completaram o pódio, como segundo e terceiro classificado respectivamente, o francês Valentin Madouas do Groupama-FDJ e o belga Tiesj Benoot do Jumbo-Visma.

## Percurso
A corrida começou e terminou na cidade de Siena, realizada em sua totalidade no sul da província de Siena, na Toscana. A corrida é especialmente conhecido por seus caminhos de terra branca (strade bianche ou sterrati).
Quanto ao percurso da edição de 2023, mal teve diferenças nos primeiros quilómetros com respeito à prova de 2022, onde se incluíram 11 sectores e 63 quilómetros de trechos de terra, um 34% da prova, uma percentagem realmente llamativo numa corrida que se disputou sobre uma distância total de 184 quilómetros.
A corrida terminou como em anos anteriores na famosa Piazza do Campo de Siena , após uma estreita ascensão adoquinada na Via Santa Caterina, no coração da cidade medieval, com trechos de até 16% de pendente máxima.
Sectores de caminhos de terra:
| Número | Nomeie                | Km    | Comprimento (m) | Desnivel máximo | Categoria         |
| ------ | --------------------- | ----- | --------------- | --------------- | ----------------- |
| 1      | Vidritta              | 17,6  | 2100            | —               | *                 |
| 2      | Bagnaia               | 25    | 5800            | 15%             | * · * · *         |
| 3      | Radi                  | 36,9  | 4400            | 12%             | * · *             |
| 4      | A Piana               | 47,6  | 5500            | —               | * · *             |
| 5      | Lucignano d'Asso      | 75,8  | 11 900          | —               | * · * · *         |
| 6      | Pieve a Salti         | 87,7  | 8000            | 11%             | * · * · * · *     |
| 7      | San Martino in Grania | 111,7 | 9500            | 12%             | * · * · * · *     |
| 8      | Monte Sante Marie     | 130   | 11 500          | 18%             | * · * · * · * · * |
| 9      | Monteaperti           | 160   | 800             | 13%             | * · *             |
| 10     | Colle Pinzuto         | 164   | 2400            | 15%             | * · * · * · *     |
| 11     | Le Tolfe              | 171   | 1100            | 18%             | * · * · * · *     |

## Equipas participantes
Tomaram parte na corrida 25 equipas:os 18 de categoria UCI WorldTeam e 7 de categoria UCI ProTeam. Formaram assim um pelotão de 174 ciclistas dos que acabaram 129. As equipas participantes foram:
| Equipes WorldTeam (18)- AG2R Citroën Team - Alpecin-Deceuninck - Astana Qazaqstan Team - Bahrain Victorious - Bora-Hansgrohe - Cofidis - EF Education-EasyPost - Groupama-FDJ - Ineos Grenadiers - Intermarché-Circus-Wanty - Jumbo-Visma - Movistar Team - Soudal Quick-Step - Arkéa-Samsic - Team Jayco AlUla - Team DSM - Trek-Segafredo - UAE Team Emirates Equipes ProTeam (7)- Eolo-Kometa - Green Project-Bardiani CSF-Faizanè - Israel-Premier Tech - Lotto Dstny - Q36.5 Pro Cycling Team - TotalEnergies - Tudor Pro Cycling Team |
| |

## Classificação final
- A classificação finalizou da seguinte forma:[3]

### Classificação geral
| \| Classificação geral \| Classificação geral \| Classificação geral \| Classificação geral \| Classificação geral \| \| Ciclista \| Ciclista \| Equipe \| Tempo \| \| \| ------------------- \| -------------------- \| ------------------------ \| ------------------- \| ------------------- \| \| 1. \| Thomas Pidcock \| Ineos Grenadiers \| 4h31m41s \| \| \| 2. \| Valentin Madouas \| Groupama-FDJ \| + 20s \| \| \| 3. \| Tiesj Benoot \| Jumbo-Visma \| + 22s \| \| \| 4. \| Rui Costa \| Intermarché-Circus-Wanty \| + 23s \| \| \| 5. \| Attila Valter \| Jumbo-Visma \| + 23s \| \| \| 6. \| Matej Mohorič \| Bahrain Victorious \| + 34s \| \| \| 7. \| Pello Bilbao \| Bahrain Victorious \| + 1m04s \| \| \| 8. \| Romain Grégoire \| Groupama-FDJ \| + 1m18s \| \| \| 9. \| Davide Formolo \| UAE Team Emirates \| + 1m23s \| \| \| 10. \| Andreas Kron \| Lotto Dstny \| + 1m35s \| \| \| 11. \| Alexey Lutsenko \| Astana Qazaqstan Team \| + 1m44s \| \| \| 12. \| Quinn Simmons \| Trek-Segafredo \| + 2m26s \| \| \| 13. \| Tim Wellens \| UAE Team Emirates \| + 2m26s \| \| \| 14. \| Diego Ulissi \| UAE Team Emirates \| + 2m26s \| \| \| 15. \| Mathieu van der Poel \| Alpecin-Deceuninck \| + 2m26s \| \| \| 16. \| Alex Aranburu \| Movistar Team \| + 2m26s \| \| \| 17. \| Toms Skujiņš \| Trek-Segafredo \| + 2m26s \| \| \| 18. \| Michał Kwiatkowski \| Ineos Grenadiers \| + 2m26s \| \| \| 19. \| Thibaut Pinot \| Groupama-FDJ \| + 2m26s \| \| \| 20. \| Warren Barguil \| Arkéa-Samsic \| + 2m26s \| \| |                      |                          |          |
| |                      |                          |          |
| Fonte: ProCyclingStats |                      |                          |          |
| Classificação geral |                      |                          |          |
| Ciclista | Ciclista             | Equipe                   | Tempo    |
| 1. | Thomas Pidcock       | Ineos Grenadiers         | 4h31m41s |
| 2. | Valentin Madouas     | Groupama-FDJ             | + 20s    |
| 3. | Tiesj Benoot         | Jumbo-Visma              | + 22s    |
| 4. | Rui Costa            | Intermarché-Circus-Wanty | + 23s    |
| 5. | Attila Valter        | Jumbo-Visma              | + 23s    |
| 6. | Matej Mohorič        | Bahrain Victorious       | + 34s    |
| 7. | Pello Bilbao         | Bahrain Victorious       | + 1m04s  |
| 8. | Romain Grégoire      | Groupama-FDJ             | + 1m18s  |
| 9. | Davide Formolo       | UAE Team Emirates        | + 1m23s  |
| 10. | Andreas Kron         | Lotto Dstny              | + 1m35s  |
| 11. | Alexey Lutsenko      | Astana Qazaqstan Team    | + 1m44s  |
| 12. | Quinn Simmons        | Trek-Segafredo           | + 2m26s  |
| 13. | Tim Wellens          | UAE Team Emirates        | + 2m26s  |
| 14. | Diego Ulissi         | UAE Team Emirates        | + 2m26s  |
| 15. | Mathieu van der Poel | Alpecin-Deceuninck       | + 2m26s  |
| 16. | Alex Aranburu        | Movistar Team            | + 2m26s  |
| 17. | Toms Skujiņš         | Trek-Segafredo           | + 2m26s  |
| 18. | Michał Kwiatkowski   | Ineos Grenadiers         | + 2m26s  |
| 19. | Thibaut Pinot        | Groupama-FDJ             | + 2m26s  |
| 20. | Warren Barguil       | Arkéa-Samsic             | + 2m26s  |

## Ciclistas participantes e posições finais
| Alpecin-Deceuninck ADC | Alpecin-Deceuninck ADC      | Alpecin-Deceuninck ADC |
| ---------------------- | --------------------------- | ---------------------- |
| Num                    | Ciclista                    | Pos                    |
| 1                      | Mathieu van der Poel (NED)  | 14.                    |
| 2                      | Samuel Gaze (NZL)           | 84.                    |
| 3                      | Michael Gogl (AUT)          | 66.                    |
| 4                      | Oscar Riesebeek (NED)       | 126.                   |
| 5                      | Robert Stannard (AUS)       | 50.                    |
| 6                      | Fabio Van den Bossche (BEL) | 128.                   |
| 7                      | Gianni Vermeersch (BEL)     | 21.                    |

| AG2R Citroën Team ACT | AG2R Citroën Team ACT        | AG2R Citroën Team ACT |
| --------------------- | ---------------------------- | --------------------- |
| Num                   | Ciclista                     | Pos                   |
| 11                    | Greg Van Avermaet (BEL)      | 44.                   |
| 12                    | Valentin Paret-Peintre (FRA) | DNF                   |
| 13                    | Nans Peters (FRA)            | 56.                   |
| 14                    | Valentin Retailleau (FRA)    | DNF                   |
| 15                    | Michael Schär (SUI)          | 89.                   |
| 16                    | Andrea Vendrame (ITA)        | DNF                   |
| 17                    | Clément Venturini (FRA)      | 43.                   |

| Astana Qazaqstan Team AST | Astana Qazaqstan Team AST | Astana Qazaqstan Team AST |
| ------------------------- | ------------------------- | ------------------------- |
| Num                       | Ciclista                  | Pos                       |
| 21                        | Alexey Lutsenko (KAZ)     | 11.                       |
| 22                        | Aleksandr Riabushenko     | HD                        |
| 23                        | Manuele Boaro (ITA)       | DNF                       |
| 24                        | Yevgeniy Fedorov (KAZ)    | NP                        |
| 25                        | Antonio Nibali (ITA)      | DNF                       |
| 26                        | Leonardo Basso (ITA)      | 125.                      |
| 27                        | Simone Velasco (ITA)      | 90.                       |

| Bahrain Victorious TBV | Bahrain Victorious TBV    | Bahrain Victorious TBV |
| ---------------------- | ------------------------- | ---------------------- |
| Num                    | Ciclista                  | Pos                    |
| 31                     | Pello Bilbao (ESP)        | 7.                     |
| 32                     | Matevž Govekar (SLO)      | 106.                   |
| 33                     | Fran Miholjević (CRO)     | DNF                    |
| 34                     | Matej Mohorič (SLO)       | 6.                     |
| 35                     | Andrea Pasqualon (ITA)    | 48.                    |
| 36                     | Rainer Kepplinger (AUT)   | 47.                    |
| 37                     | Hermann Pernsteiner (AUT) | 45.                    |

| Bora-Hansgrohe BOH | Bora-Hansgrohe BOH     | Bora-Hansgrohe BOH |
| ------------------ | ---------------------- | ------------------ |
| Num                | Ciclista               | Pos                |
| 41                 | Sergio Higuita (COL)   | 37.                |
| 42                 | Cesare Benedetti (POL) | DNF                |
| 43                 | Patrick Gamper (AUT)   | DNF                |
| 44                 | Lennard Kämna (GER)    | 28.                |
| 45                 | Patrick Konrad (AUT)   | 23.                |
| 46                 | Ide Schelling (NED)    | 107.               |
| 47                 | Aleksandr Vlasov       | 25.                |

| Cofidis COF | Cofidis COF           | Cofidis COF |
| ----------- | --------------------- | ----------- |
| Num         | Ciclista              | Pos         |
| 51          | Axel Zingle (FRA)     | 53.         |
| 52          | André Carvalho (POR)  | 112.        |
| 53          | Thomas Champion (FRA) | DNF         |
| 54          | Eddy Finé (FRA)       | 96.         |
| 55          | Jonathan Lastra (ESP) | 83.         |
| 56          | Axel Mariault (FRA)   | 102.        |
| 57          | Harrison Wood (GBR)   | 46.         |

| EF Education-EasyPost EFE | EF Education-EasyPost EFE | EF Education-EasyPost EFE |
| ------------------------- | ------------------------- | ------------------------- |
| Num                       | Ciclista                  | Pos                       |
| 61                        | Alberto Bettiol (ITA)     | DNF                       |
| 62                        | Andrey Amador (CRC)       | DNF                       |
| 63                        | Julius van den Berg (NED) | 82.                       |
| 64                        | Mikkel Honoré (DEN)       | 65.                       |
| 65                        | Jens Keukeleire (BEL)     | 92.                       |
| 66                        | Sean Quinn (USA)          | 34.                       |
| 67                        | James Shaw (GBR)          | 26.                       |

| Eolo-Kometa EOK | Eolo-Kometa EOK           | Eolo-Kometa EOK |
| --------------- | ------------------------- | --------------- |
| Num             | Ciclista                  | Pos             |
| 71              | Erik Fetter (HUN)         | 74.             |
| 72              | Simone Bevilacqua (ITA)   | DNF             |
| 73              | Andrea Garosio (ITA)      | HD              |
| 74              | Mirco Maestri (ITA)       | 88.             |
| 75              | Andrea Pietrobon (ITA)    | DNF             |
| 76              | Samuele Rivi (ITA)        | DNF             |
| 77              | Diego Pablo Sevilla (ESP) | 109.            |

| Green Project-Bardiani CSF-Faizanè BCF | Green Project-Bardiani CSF-Faizanè BCF | Green Project-Bardiani CSF-Faizanè BCF |
| -------------------------------------- | -------------------------------------- | -------------------------------------- |
| Num                                    | Ciclista                               | Pos                                    |
| 81                                     | Luca Colnaghi (ITA)                    | 108.                                   |
| 82                                     | Davide Gabburo (ITA)                   | 61.                                    |
| 83                                     | Alex Tolio (ITA)                       | 81.                                    |
| 84                                     | Riccardo Lucca (ITA)                   | 118.                                   |
| 85                                     | Filippo Magli (ITA)                    | 110.                                   |
| 86                                     | Alessandro Tonelli (ITA)               | DNF                                    |
| 87                                     | Samuele Zoccarato (ITA)                | 121.                                   |

| Groupama-FDJ GFC | Groupama-FDJ GFC       | Groupama-FDJ GFC |
| ---------------- | ---------------------- | ---------------- |
| Num              | Ciclista               | Pos              |
| 91               | Thibaut Pinot (FRA)    | 18.              |
| 92               | Lewis Askey (GBR)      | 93.              |
| 93               | Romain Grégoire (FRA)  | 8.               |
| 94               | Olivier Le Gac (FRA)   | 64.              |
| 95               | Valentin Madouas (FRA) | 2.               |
| 96               | Quentin Pacher (FRA)   | 59.              |
| 97               | Fabian Lienhard (SUI)  | 120.             |

| Ineos Grenadiers IGD | Ineos Grenadiers IGD             | Ineos Grenadiers IGD |
| -------------------- | -------------------------------- | -------------------- |
| Num                  | Ciclista                         | Pos                  |
| 101                  | Thomas Pidcock (GBR)             | 1.                   |
| 102                  | Laurens De Plus (BEL)            | 24.                  |
| 103                  | Michał Kwiatkowski (POL)         | 17.                  |
| 104                  | Brandon Rivera (COL)             | 60.                  |
| 105                  | Carlos Rodríguez (ESP) (estrada) | DNF                  |
| 106                  | Magnus Sheffield (USA)           | 55.                  |
| 107                  | Ben Tulett (GBR)                 | 30.                  |

| Intermarché-Circus-Wanty ICW | Intermarché-Circus-Wanty ICW | Intermarché-Circus-Wanty ICW |
| ---------------------------- | ---------------------------- | ---------------------------- |
| Num                          | Ciclista                     | Pos                          |
| 111                          | Rui Costa (POR)              | 4.                           |
| 112                          | Sven Erik Bystrøm (NOR)      | 41.                          |
| 113                          | Rune Herregodts (BEL)        | DNF                          |
| 114                          | Simone Petilli (ITA)         | 32.                          |
| 115                          | Lorenzo Rota (ITA)           | DNF                          |
| 116                          | Laurens Huys (BEL)           | 51.                          |
| 117                          | Georg Zimmermann (GER)       | DNF                          |

| Israel-Premier Tech IPT | Israel-Premier Tech IPT | Israel-Premier Tech IPT |
| ----------------------- | ----------------------- | ----------------------- |
| Num                     | Ciclista                | Pos                     |
| 121                     | Omer Goldstein (ISR)    | HD                      |
| 123                     | Simon Clarke (AUS)      | 27.                     |
| 124                     | Derek Gee (CAN)         | HD                      |
| 125                     | Reto Hollenstein (SUI)  | DNF                     |
| 126                     | Krists Neilands (LAT)   | 76.                     |
| 127                     | Mads Würtz (DEN)        | DNF                     |

| Jumbo-Visma TJV | Jumbo-Visma TJV               | Jumbo-Visma TJV |
| --------------- | ----------------------------- | --------------- |
| Num             | Ciclista                      | Pos             |
| 131             | Tiesj Benoot (BEL)            | 3.              |
| 132             | Michel Hessmann (GER)         | 73.             |
| 133             | Lennard Hofstede (NED)        | 104.            |
| 134             | Gijs Leemreize (NED)          | HD              |
| 135             | Milan Vader (NED)             | 33.             |
| 136             | Attila Valter (HUN) (estrada) | 5.              |
| 137             | Tosh Van der Sande (BEL)      | 86.             |

| Lotto Dstny LTD | Lotto Dstny LTD          | Lotto Dstny LTD |
| --------------- | ------------------------ | --------------- |
| Num             | Ciclista                 | Pos             |
| 141             | Andreas Kron (DEN)       | 10.             |
| 142             | Johannes Adamietz (GER)  | DNF             |
| 143             | Arjen Livyns (BEL)       | 94.             |
| 144             | Sylvain Moniquet (BEL)   | 124.            |
| 145             | Mathijs Paasschens (NED) | 113.            |
| 146             | Eduardo Sepúlveda (ARG)  | DNF             |
| 147             | Maxim Van Gils (BEL)     | 22.             |

| Movistar Team MOV | Movistar Team MOV     | Movistar Team MOV |
| ----------------- | --------------------- | ----------------- |
| Num               | Ciclista              | Pos               |
| 151               | Alex Aranburu (ESP)   | 15.               |
| 152               | Albert Torres (ESP)   | 115.              |
| 153               | Juri Hollmann (GER)   | 71.               |
| 154               | Lluís Mas (ESP)       | 70.               |
| 155               | Nelson Oliveira (POR) | 35.               |
| 156               | Iván Romeo (ESP)      | DNF               |
| 157               | Carlos Verona (ESP)   | 63.               |

| Q36.5 Pro Cycling Team Q36 | Q36.5 Pro Cycling Team Q36 | Q36.5 Pro Cycling Team Q36 |
| -------------------------- | -------------------------- | -------------------------- |
| Num                        | Ciclista                   | Pos                        |
| 161                        | Negasi Abreha (ETH)        | 114.                       |
| 162                        | Gianluca Brambilla (ITA)   | DNF                        |
| 163                        | Walter Calzoni (ITA)       | 52.                        |
| 164                        | Marcel Camprubí (ESP)      | DNF                        |
| 165                        | Filippo Colombo (SUI)      | 122.                       |
| 166                        | Filippo Conca (ITA)        | 58.                        |
| 167                        | Mark Donovan (GBR)         | DNF                        |

| Soudal Quick-Step SOQ | Soudal Quick-Step SOQ    | Soudal Quick-Step SOQ |
| --------------------- | ------------------------ | --------------------- |
| Num                   | Ciclista                 | Pos                   |
| 171                   | Julian Alaphilippe (FRA) | 42.                   |
| 172                   | Andrea Bagioli (ITA)     | 29.                   |
| 173                   | Davide Ballerini (ITA)   | DNF                   |
| 174                   | Casper Pedersen (DEN)    | 87.                   |
| 175                   | Dries Devenyns (BEL)     | DNF                   |
| 176                   | Pieter Serry (BEL)       | 57.                   |
| 177                   | Mauri Vansevenant (BEL)  | 85.                   |

| Arkéa-Samsic ARK | Arkéa-Samsic ARK        | Arkéa-Samsic ARK |
| ---------------- | ----------------------- | ---------------- |
| Num              | Ciclista                | Pos              |
| 181              | Warren Barguil (FRA)    | 19.              |
| 182              | Louis Barré (FRA)       | 117.             |
| 183              | Anthony Delaplace (FRA) | 78.              |
| 184              | Simon Guglielmi (FRA)   | 31.              |
| 185              | Łukasz Owsian (POL)     | HD               |
| 186              | Clément Russo (FRA)     | 97.              |
| 187              | Alessandro Verre (ITA)  | 39.              |

| Team DSM DSM | Team DSM DSM             | Team DSM DSM |
| ------------ | ------------------------ | ------------ |
| Num          | Ciclista                 | Pos          |
| 191          | Oscar Onley (GBR)        | 40.          |
| 192          | Marco Brenner (GER)      | DNF          |
| 193          | Henri Vandenabeele (BEL) | DNF          |
| 194          | Sean Flynn (GBR)         | 91.          |
| 195          | Harm Vanhoucke (BEL)     | 100.         |
| 196          | Lorenzo Milesi (ITA)     | DNF          |
| 197          | Martijn Tusveld (NED)    | 77.          |

| Team Jayco AlUla JAY | Team Jayco AlUla JAY          | Team Jayco AlUla JAY |
| -------------------- | ----------------------------- | -------------------- |
| Num                  | Ciclista                      | Pos                  |
| 201                  | Filippo Zana (ITA) (estrada)  | 20.                  |
| 202                  | Alexandre Balmer (SUI)        | 79.                  |
| 203                  | Alessandro De Marchi (ITA)    | 38.                  |
| 204                  | Felix Engelhardt (GER)        | HD                   |
| 205                  | Christopher Juul-Jensen (DEN) | 98.                  |
| 206                  | Jan Maas (NED)                | 123.                 |
| 207                  | Zdeněk Štybar (CZE)           | 72.                  |

| TotalEnergies TEN | TotalEnergies TEN           | TotalEnergies TEN |
| ----------------- | --------------------------- | ----------------- |
| Num               | Ciclista                    | Pos               |
| 211               | Peter Sagan (SVK) (estrada) | 103.              |
| 212               | Maciej Bodnar (POL)         | DNF               |
| 213               | Mathieu Burgaudeau (FRA)    | DNF               |
| 214               | Steff Cras (BEL)            | 36.               |
| 215               | Valentin Ferron (FRA)       | 75.               |
| 216               | Daniel Oss (ITA)            | 127.              |
| 217               | Julien Simon (FRA)          | DNF               |

| Trek-Segafredo TFS | Trek-Segafredo TFS           | Trek-Segafredo TFS |
| ------------------ | ---------------------------- | ------------------ |
| Num                | Ciclista                     | Pos                |
| 221                | Edward Theuns (BEL)          | 119.               |
| 222                | Dario Cataldo (ITA)          | 116.               |
| 223                | Amanuel Gebrezgabihier (ERI) | 80.                |
| 224                | Asbjørn Hellemose (DEN)      | 62.                |
| 225                | Markus Hoelgaard (NOR)       | HD                 |
| 226                | Quinn Simmons (USA)          | 12.                |
| 227                | Toms Skujiņš (LAT)           | 16.                |

| Tudor Pro Cycling Team TUD | Tudor Pro Cycling Team TUD     | Tudor Pro Cycling Team TUD |
| -------------------------- | ------------------------------ | -------------------------- |
| Num                        | Ciclista                       | Pos                        |
| 231                        | Sébastien Reichenbach (SUI)    | 49.                        |
| 232                        | Nils Brun (SUI)                | 111.                       |
| 233                        | Aloïs Charrin (FRA)            | DNF                        |
| 234                        | Lucas Eriksson (SWE) (estrada) | 54.                        |
| 235                        | Simon Pellaud (SUI)            | 95.                        |
| 236                        | Roland Thalmann (SUI)          | 101.                       |
| 237                        | Yannis Voisard (SUI)           | 67.                        |

| UAE Team Emirates UAD | UAE Team Emirates UAD | UAE Team Emirates UAD |
| --------------------- | --------------------- | --------------------- |
| Num                   | Ciclista              | Pos                   |
| 241                   | Sjoerd Bax (NED)      | 99.                   |
| 242                   | George Bennett (NZL)  | 105.                  |
| 243                   | Alessandro Covi (ITA) | 68.                   |
| 244                   | Davide Formolo (ITA)  | 9.                    |
| 245                   | Brandon McNulty (USA) | 69.                   |
| 246                   | Diego Ulissi (ITA)    | 13.                   |
| 247                   | Tim Wellens (BEL)     | DNF                   |

| Alpecin-Deceuninck ADC | Alpecin-Deceuninck ADC      | Alpecin-Deceuninck ADC |
| ---------------------- | --------------------------- | ---------------------- |
| Num                    | Ciclista                    | Pos                    |
| 1                      | Mathieu van der Poel (NED)  | 14.                    |
| 2                      | Samuel Gaze (NZL)           | 84.                    |
| 3                      | Michael Gogl (AUT)          | 66.                    |
| 4                      | Oscar Riesebeek (NED)       | 126.                   |
| 5                      | Robert Stannard (AUS)       | 50.                    |
| 6                      | Fabio Van den Bossche (BEL) | 128.                   |
| 7                      | Gianni Vermeersch (BEL)     | 21.                    |

| AG2R Citroën Team ACT | AG2R Citroën Team ACT        | AG2R Citroën Team ACT |
| --------------------- | ---------------------------- | --------------------- |
| Num                   | Ciclista                     | Pos                   |
| 11                    | Greg Van Avermaet (BEL)      | 44.                   |
| 12                    | Valentin Paret-Peintre (FRA) | DNF                   |
| 13                    | Nans Peters (FRA)            | 56.                   |
| 14                    | Valentin Retailleau (FRA)    | DNF                   |
| 15                    | Michael Schär (SUI)          | 89.                   |
| 16                    | Andrea Vendrame (ITA)        | DNF                   |
| 17                    | Clément Venturini (FRA)      | 43.                   |

| Astana Qazaqstan Team AST | Astana Qazaqstan Team AST | Astana Qazaqstan Team AST |
| ------------------------- | ------------------------- | ------------------------- |
| Num                       | Ciclista                  | Pos                       |
| 21                        | Alexey Lutsenko (KAZ)     | 11.                       |
| 22                        | Aleksandr Riabushenko     | HD                        |
| 23                        | Manuele Boaro (ITA)       | DNF                       |
| 24                        | Yevgeniy Fedorov (KAZ)    | NP                        |
| 25                        | Antonio Nibali (ITA)      | DNF                       |
| 26                        | Leonardo Basso (ITA)      | 125.                      |
| 27                        | Simone Velasco (ITA)      | 90.                       |

| Bahrain Victorious TBV | Bahrain Victorious TBV    | Bahrain Victorious TBV |
| ---------------------- | ------------------------- | ---------------------- |
| Num                    | Ciclista                  | Pos                    |
| 31                     | Pello Bilbao (ESP)        | 7.                     |
| 32                     | Matevž Govekar (SLO)      | 106.                   |
| 33                     | Fran Miholjević (CRO)     | DNF                    |
| 34                     | Matej Mohorič (SLO)       | 6.                     |
| 35                     | Andrea Pasqualon (ITA)    | 48.                    |
| 36                     | Rainer Kepplinger (AUT)   | 47.                    |
| 37                     | Hermann Pernsteiner (AUT) | 45.                    |

| Bora-Hansgrohe BOH | Bora-Hansgrohe BOH     | Bora-Hansgrohe BOH |
| ------------------ | ---------------------- | ------------------ |
| Num                | Ciclista               | Pos                |
| 41                 | Sergio Higuita (COL)   | 37.                |
| 42                 | Cesare Benedetti (POL) | DNF                |
| 43                 | Patrick Gamper (AUT)   | DNF                |
| 44                 | Lennard Kämna (GER)    | 28.                |
| 45                 | Patrick Konrad (AUT)   | 23.                |
| 46                 | Ide Schelling (NED)    | 107.               |
| 47                 | Aleksandr Vlasov       | 25.                |

| Cofidis COF | Cofidis COF           | Cofidis COF |
| ----------- | --------------------- | ----------- |
| Num         | Ciclista              | Pos         |
| 51          | Axel Zingle (FRA)     | 53.         |
| 52          | André Carvalho (POR)  | 112.        |
| 53          | Thomas Champion (FRA) | DNF         |
| 54          | Eddy Finé (FRA)       | 96.         |
| 55          | Jonathan Lastra (ESP) | 83.         |
| 56          | Axel Mariault (FRA)   | 102.        |
| 57          | Harrison Wood (GBR)   | 46.         |

| EF Education-EasyPost EFE | EF Education-EasyPost EFE | EF Education-EasyPost EFE |
| ------------------------- | ------------------------- | ------------------------- |
| Num                       | Ciclista                  | Pos                       |
| 61                        | Alberto Bettiol (ITA)     | DNF                       |
| 62                        | Andrey Amador (CRC)       | DNF                       |
| 63                        | Julius van den Berg (NED) | 82.                       |
| 64                        | Mikkel Honoré (DEN)       | 65.                       |
| 65                        | Jens Keukeleire (BEL)     | 92.                       |
| 66                        | Sean Quinn (USA)          | 34.                       |
| 67                        | James Shaw (GBR)          | 26.                       |

| Eolo-Kometa EOK | Eolo-Kometa EOK           | Eolo-Kometa EOK |
| --------------- | ------------------------- | --------------- |
| Num             | Ciclista                  | Pos             |
| 71              | Erik Fetter (HUN)         | 74.             |
| 72              | Simone Bevilacqua (ITA)   | DNF             |
| 73              | Andrea Garosio (ITA)      | HD              |
| 74              | Mirco Maestri (ITA)       | 88.             |
| 75              | Andrea Pietrobon (ITA)    | DNF             |
| 76              | Samuele Rivi (ITA)        | DNF             |
| 77              | Diego Pablo Sevilla (ESP) | 109.            |

| Green Project-Bardiani CSF-Faizanè BCF | Green Project-Bardiani CSF-Faizanè BCF | Green Project-Bardiani CSF-Faizanè BCF |
| -------------------------------------- | -------------------------------------- | -------------------------------------- |
| Num                                    | Ciclista                               | Pos                                    |
| 81                                     | Luca Colnaghi (ITA)                    | 108.                                   |
| 82                                     | Davide Gabburo (ITA)                   | 61.                                    |
| 83                                     | Alex Tolio (ITA)                       | 81.                                    |
| 84                                     | Riccardo Lucca (ITA)                   | 118.                                   |
| 85                                     | Filippo Magli (ITA)                    | 110.                                   |
| 86                                     | Alessandro Tonelli (ITA)               | DNF                                    |
| 87                                     | Samuele Zoccarato (ITA)                | 121.                                   |

| Groupama-FDJ GFC | Groupama-FDJ GFC       | Groupama-FDJ GFC |
| ---------------- | ---------------------- | ---------------- |
| Num              | Ciclista               | Pos              |
| 91               | Thibaut Pinot (FRA)    | 18.              |
| 92               | Lewis Askey (GBR)      | 93.              |
| 93               | Romain Grégoire (FRA)  | 8.               |
| 94               | Olivier Le Gac (FRA)   | 64.              |
| 95               | Valentin Madouas (FRA) | 2.               |
| 96               | Quentin Pacher (FRA)   | 59.              |
| 97               | Fabian Lienhard (SUI)  | 120.             |

| Ineos Grenadiers IGD | Ineos Grenadiers IGD             | Ineos Grenadiers IGD |
| -------------------- | -------------------------------- | -------------------- |
| Num                  | Ciclista                         | Pos                  |
| 101                  | Thomas Pidcock (GBR)             | 1.                   |
| 102                  | Laurens De Plus (BEL)            | 24.                  |
| 103                  | Michał Kwiatkowski (POL)         | 17.                  |
| 104                  | Brandon Rivera (COL)             | 60.                  |
| 105                  | Carlos Rodríguez (ESP) (estrada) | DNF                  |
| 106                  | Magnus Sheffield (USA)           | 55.                  |
| 107                  | Ben Tulett (GBR)                 | 30.                  |

| Intermarché-Circus-Wanty ICW | Intermarché-Circus-Wanty ICW | Intermarché-Circus-Wanty ICW |
| ---------------------------- | ---------------------------- | ---------------------------- |
| Num                          | Ciclista                     | Pos                          |
| 111                          | Rui Costa (POR)              | 4.                           |
| 112                          | Sven Erik Bystrøm (NOR)      | 41.                          |
| 113                          | Rune Herregodts (BEL)        | DNF                          |
| 114                          | Simone Petilli (ITA)         | 32.                          |
| 115                          | Lorenzo Rota (ITA)           | DNF                          |
| 116                          | Laurens Huys (BEL)           | 51.                          |
| 117                          | Georg Zimmermann (GER)       | DNF                          |

| Israel-Premier Tech IPT | Israel-Premier Tech IPT | Israel-Premier Tech IPT |
| ----------------------- | ----------------------- | ----------------------- |
| Num                     | Ciclista                | Pos                     |
| 121                     | Omer Goldstein (ISR)    | HD                      |
| 123                     | Simon Clarke (AUS)      | 27.                     |
| 124                     | Derek Gee (CAN)         | HD                      |
| 125                     | Reto Hollenstein (SUI)  | DNF                     |
| 126                     | Krists Neilands (LAT)   | 76.                     |
| 127                     | Mads Würtz (DEN)        | DNF                     |

| Jumbo-Visma TJV | Jumbo-Visma TJV               | Jumbo-Visma TJV |
| --------------- | ----------------------------- | --------------- |
| Num             | Ciclista                      | Pos             |
| 131             | Tiesj Benoot (BEL)            | 3.              |
| 132             | Michel Hessmann (GER)         | 73.             |
| 133             | Lennard Hofstede (NED)        | 104.            |
| 134             | Gijs Leemreize (NED)          | HD              |
| 135             | Milan Vader (NED)             | 33.             |
| 136             | Attila Valter (HUN) (estrada) | 5.              |
| 137             | Tosh Van der Sande (BEL)      | 86.             |

| Lotto Dstny LTD | Lotto Dstny LTD          | Lotto Dstny LTD |
| --------------- | ------------------------ | --------------- |
| Num             | Ciclista                 | Pos             |
| 141             | Andreas Kron (DEN)       | 10.             |
| 142             | Johannes Adamietz (GER)  | DNF             |
| 143             | Arjen Livyns (BEL)       | 94.             |
| 144             | Sylvain Moniquet (BEL)   | 124.            |
| 145             | Mathijs Paasschens (NED) | 113.            |
| 146             | Eduardo Sepúlveda (ARG)  | DNF             |
| 147             | Maxim Van Gils (BEL)     | 22.             |

| Movistar Team MOV | Movistar Team MOV     | Movistar Team MOV |
| ----------------- | --------------------- | ----------------- |
| Num               | Ciclista              | Pos               |
| 151               | Alex Aranburu (ESP)   | 15.               |
| 152               | Albert Torres (ESP)   | 115.              |
| 153               | Juri Hollmann (GER)   | 71.               |
| 154               | Lluís Mas (ESP)       | 70.               |
| 155               | Nelson Oliveira (POR) | 35.               |
| 156               | Iván Romeo (ESP)      | DNF               |
| 157               | Carlos Verona (ESP)   | 63.               |

| Q36.5 Pro Cycling Team Q36 | Q36.5 Pro Cycling Team Q36 | Q36.5 Pro Cycling Team Q36 |
| -------------------------- | -------------------------- | -------------------------- |
| Num                        | Ciclista                   | Pos                        |
| 161                        | Negasi Abreha (ETH)        | 114.                       |
| 162                        | Gianluca Brambilla (ITA)   | DNF                        |
| 163                        | Walter Calzoni (ITA)       | 52.                        |
| 164                        | Marcel Camprubí (ESP)      | DNF                        |
| 165                        | Filippo Colombo (SUI)      | 122.                       |
| 166                        | Filippo Conca (ITA)        | 58.                        |
| 167                        | Mark Donovan (GBR)         | DNF                        |

| Soudal Quick-Step SOQ | Soudal Quick-Step SOQ    | Soudal Quick-Step SOQ |
| --------------------- | ------------------------ | --------------------- |
| Num                   | Ciclista                 | Pos                   |
| 171                   | Julian Alaphilippe (FRA) | 42.                   |
| 172                   | Andrea Bagioli (ITA)     | 29.                   |
| 173                   | Davide Ballerini (ITA)   | DNF                   |
| 174                   | Casper Pedersen (DEN)    | 87.                   |
| 175                   | Dries Devenyns (BEL)     | DNF                   |
| 176                   | Pieter Serry (BEL)       | 57.                   |
| 177                   | Mauri Vansevenant (BEL)  | 85.                   |

| Arkéa-Samsic ARK | Arkéa-Samsic ARK        | Arkéa-Samsic ARK |
| ---------------- | ----------------------- | ---------------- |
| Num              | Ciclista                | Pos              |
| 181              | Warren Barguil (FRA)    | 19.              |
| 182              | Louis Barré (FRA)       | 117.             |
| 183              | Anthony Delaplace (FRA) | 78.              |
| 184              | Simon Guglielmi (FRA)   | 31.              |
| 185              | Łukasz Owsian (POL)     | HD               |
| 186              | Clément Russo (FRA)     | 97.              |
| 187              | Alessandro Verre (ITA)  | 39.              |

| Team DSM DSM | Team DSM DSM             | Team DSM DSM |
| ------------ | ------------------------ | ------------ |
| Num          | Ciclista                 | Pos          |
| 191          | Oscar Onley (GBR)        | 40.          |
| 192          | Marco Brenner (GER)      | DNF          |
| 193          | Henri Vandenabeele (BEL) | DNF          |
| 194          | Sean Flynn (GBR)         | 91.          |
| 195          | Harm Vanhoucke (BEL)     | 100.         |
| 196          | Lorenzo Milesi (ITA)     | DNF          |
| 197          | Martijn Tusveld (NED)    | 77.          |

| Team Jayco AlUla JAY | Team Jayco AlUla JAY          | Team Jayco AlUla JAY |
| -------------------- | ----------------------------- | -------------------- |
| Num                  | Ciclista                      | Pos                  |
| 201                  | Filippo Zana (ITA) (estrada)  | 20.                  |
| 202                  | Alexandre Balmer (SUI)        | 79.                  |
| 203                  | Alessandro De Marchi (ITA)    | 38.                  |
| 204                  | Felix Engelhardt (GER)        | HD                   |
| 205                  | Christopher Juul-Jensen (DEN) | 98.                  |
| 206                  | Jan Maas (NED)                | 123.                 |
| 207                  | Zdeněk Štybar (CZE)           | 72.                  |

| TotalEnergies TEN | TotalEnergies TEN           | TotalEnergies TEN |
| ----------------- | --------------------------- | ----------------- |
| Num               | Ciclista                    | Pos               |
| 211               | Peter Sagan (SVK) (estrada) | 103.              |
| 212               | Maciej Bodnar (POL)         | DNF               |
| 213               | Mathieu Burgaudeau (FRA)    | DNF               |
| 214               | Steff Cras (BEL)            | 36.               |
| 215               | Valentin Ferron (FRA)       | 75.               |
| 216               | Daniel Oss (ITA)            | 127.              |
| 217               | Julien Simon (FRA)          | DNF               |

| Trek-Segafredo TFS | Trek-Segafredo TFS           | Trek-Segafredo TFS |
| ------------------ | ---------------------------- | ------------------ |
| Num                | Ciclista                     | Pos                |
| 221                | Edward Theuns (BEL)          | 119.               |
| 222                | Dario Cataldo (ITA)          | 116.               |
| 223                | Amanuel Gebrezgabihier (ERI) | 80.                |
| 224                | Asbjørn Hellemose (DEN)      | 62.                |
| 225                | Markus Hoelgaard (NOR)       | HD                 |
| 226                | Quinn Simmons (USA)          | 12.                |
| 227                | Toms Skujiņš (LAT)           | 16.                |

| Tudor Pro Cycling Team TUD | Tudor Pro Cycling Team TUD     | Tudor Pro Cycling Team TUD |
| -------------------------- | ------------------------------ | -------------------------- |
| Num                        | Ciclista                       | Pos                        |
| 231                        | Sébastien Reichenbach (SUI)    | 49.                        |
| 232                        | Nils Brun (SUI)                | 111.                       |
| 233                        | Aloïs Charrin (FRA)            | DNF                        |
| 234                        | Lucas Eriksson (SWE) (estrada) | 54.                        |
| 235                        | Simon Pellaud (SUI)            | 95.                        |
| 236                        | Roland Thalmann (SUI)          | 101.                       |
| 237                        | Yannis Voisard (SUI)           | 67.                        |

| UAE Team Emirates UAD | UAE Team Emirates UAD | UAE Team Emirates UAD |
| --------------------- | --------------------- | --------------------- |
| Num                   | Ciclista              | Pos                   |
| 241                   | Sjoerd Bax (NED)      | 99.                   |
| 242                   | George Bennett (NZL)  | 105.                  |
| 243                   | Alessandro Covi (ITA) | 68.                   |
| 244                   | Davide Formolo (ITA)  | 9.                    |
| 245                   | Brandon McNulty (USA) | 69.                   |
| 246                   | Diego Ulissi (ITA)    | 13.                   |
| 247                   | Tim Wellens (BEL)     | DNF                   |

Convenções:
- AB: Abandono
- FLT: Retiro por chegada fora do limite de tempo
- NTS: Não tomou a saída
- DES: Desclassificado ou expulsado

## UCI World Ranking
A Strade Bianche outorgou pontos para o UCI World Ranking para corredores das equipas nas categorias UCI WorldTeam, UCI ProTeam e Continental. As seguintes tabelas são o barómetro de pontuação e os dez corredores que obtiveram mais pontos:
| Posição   | 1.º | 2.º | 3.º | 4.º | 5.º | 6.º | 7.º | 8.º | 9.º | 10.º | 11.º | 12.º | 13.º | 14.º | 15.º | 16.º-20.º | 21.º-30.º | 31.º-50.º | 51.º-55.º | 56.º-60.º |
| Pontuação | 400 | 320 | 260 | 220 | 180 | 140 | 120 | 100 | 80  | 68   | 56   | 48   | 40   | 32   | 28   | 24        | 16        | 8         | 4         | 2         |

| Classificação |                  |                          |        |
| Ciclista      | Ciclista         | Equipa                   | Pontos |
| ------------- | ---------------- | ------------------------ | ------ |
| 1.º           | Thomas Pidcock   | Ineos Grenadiers         | 400    |
| 2.º           | Valentin Madouas | Groupama-FDJ             | 320    |
| 3.º           | Tiesj Benoot     | Jumbo-Visma              | 260    |
| 4.º           | Rui Alberto      | Intermarché-Circus-Wanty | 220    |
| 5.º           | Attila Valter    | Jumbo-Visma              | 180    |
| 6.º           | Matej Mohorič    | Bahrain Victorious       | 140    |
| 7.º           | Pello Bilbao     | Bahrain Victorious       | 120    |
| 8.º           | Romain Grégoire  | Groupama-FDJ             | 100    |
| 9.º           | Davide Formolo   | UAE Emirates             | 80     |
| 10.º          | Andreas Kron     | Lotto Dstny              | 68     |